# 薄皇后 (漢景帝)
薄皇后（はこうごう）は、前漢の景帝の最初の皇后で、会稽郡呉県の人。

## 生涯
薄姫と同族である。劉啓（後の景帝）の皇太子時代に、皇太后の薄姫の意向により皇太子妃として立てられた。
前157年に景帝が即位すると皇后に立てられたが、寵愛されることは無くなり、子女には恵まれなかった。
前155年、太皇太后の薄姫が崩御して有力な後援を失い。前151年に廃位された。中国の歴史上で最初の廃后である（前漢は以前にも劉邦（高祖）が呂后と太子を廃そうとしたのを張良らに阻まれた）。
前148年に亡くなった。長安の東に葬られた。